# HD 115337
HD 115337，又名BD+81 416，SAO 2164、HR 5009，是一颗恒星，视星等为6.25，位于銀經121.85，銀緯36.61，其B1900.0坐标为赤經13h 11m 31.4s，赤緯+81° 36.61′ 2″。